# Hyparrhenia welwitschii
Hyparrhenia welwitschii là một loài thực vật có hoa trong họ Hòa thảo. Loài này được (Rendle) Stapf mô tả khoa học đầu tiên năm 1918.